# Banque espagnole d'algues
Pour les articles homonymes, voir BEA.
La Banque espagnole d'algues (BEA, en espagnol : Banco Español de Algas) est un service du Centre de Biotechnologie Marine (CBM) de l’Université de Las Palmas de Gran Canaria (ULPGC). Les objectifs principaux sont l’isolement, l'identification, la caractérisation, la conservation et l'approvisionnement de microalgues et cyanobactéries.